# BOY A
『BOY A』（ボーイ・エー、原題：BOY A）はジョナサン・トリゲル（Jonathan Trigell）が書いた小説“”Boy A”を映画化した2007年制作のイギリス映画。ジョン・クローリー監督作品。
出所した青年のその後を描いた社会派映画。
2008年度のベルリン国際映画祭でパノラマ部門の審査員賞を受賞した。
映画館大賞「映画館スタッフが選ぶ、2008年に最もスクリーンで輝いた映画」第81位。

## あらすじ
イギリス・マンチェスター。10年前に、残酷な少女殺しの罪で服役した青年が保釈された。監察司のテリーは「過去の君は死んだ」と力強く言い聞かせ、彼の指示で、青年はジャック・バリッジの変名を名のり、更生の道を歩み始める。企業に勤め、クリスという友人もでき、ミシェルという恋人もできた。クリスとともに配達している途中、自動車事故に遭った女性を発見して命を救い、新聞の取材を受ける。だが、事実を隠していることが苦しくなったジャックは、テリーの止めるのも聞かず、ミシェルに事実を話してしまう。ほどなくマスコミはジャックの正体を一斉に報道し、ジャックはクリスとも縁を切られる。だがそれは、引きこもりのテリーの息子ゼブが、ジャックの更生に熱心な父親が寝言で「お前は俺の誇りだ。ジャック」と呟くのを聞いて嫉妬し、父のパソコンを盗み見てやったことだった。フラッシュバックで事件の様子が明らかにされるが、殺人の主犯は、当時孤独だったジャックが親しくなった家のない少年で、少年は2000年に刑務所内でリンチに遭い17歳で殺されていたと暗示される。
電車で終点まで行ったジャックは、海に身を投げる。

## 登場人物 / キャスト
ジャック・ハリッジ
演 - アンドリュー・ガーフィールド
テリー
演 - ピーター・ミュラン
ミシェル
演 - ケイティ・ライオンズ
クリス
演 - ショーン・エヴァンス
ブリー
演 - ジョセフ・アルティン
エリック・ウィルソン
演 - アルフィー・オウエン
ゼブ
演 - ジェームズ・ヤング